# عبد العزيز بن أبي حازم
عبد العزيز بن أبي حازم سلمة بن دينار أبو تمام المدني. (107 هـ - 184 هـ) فقيه ومحدث من تابعي التابعين، من فقهاء المدينة، قال أحمد بن حنبل: لم يكن بالمدينة بعد مالك أفقه من عبد العزيز بن أبي حازم. توفي وهو ساجد، في سنة أربع وثمانين ومائة.

## روايته للحديث النبوي
- حدث عن: أبيه، وزيد بن أسلم، والعلاء بن عبد الرحمن، وسهيل بن أبي صالح ، ويزيد بن الهاد، وموسى بن عقبة، وهشام بن عروة، ويحيى بن سعيد.
- حدث عنه: الحميدي، وأحمد بن القاسم الزهري، وسعيد بن منصور، وأبو مصعب، والقعنبي، وعلي بن حجر، وعمرو الناقد، ويعقوب الدورقي، ويحيى بن أكثم.

## ثناء العلماء عليه
- قال أبو القاسم بن بشكوال: ثقة.
- وقال أبو حاتم الرازي: صالح الحديث.
- وقال أبو زرعة الرازي: أفقه من الدراوردي، والدراوردي أوسع حديثا منه.
- وقال أحمد بن حنبل: لم يكن يعرف بطلب الحديث، إلا أنه سمع من أبيه وتفقه، ولم يكن بالمدينة بعد مالك أفقه منه، ومرة: أما روايته فيرون أنه قد سمع من أبيه وأما هذه الكتب التي عن غير أبيه فيقولون إن كتب سليمان بن بلال صارت إليه.
- وقال أحمد بن شعيب النسائي: ليس به بأس، ومرة: ثقة.
- وقال أحمد بن صالح الجيلي: ثقة.
- وقال ابن حجر العسقلاني: صدوق فقيه، ومرة: احتج به الجماعة.
- وقال عبد الرحمن بن مهدي: لم يحدث عنه بحديث.
- وقال علي بن المديني: كان حاتم بن إسماعيل يطعن عليه في أحاديث حدث بها عن أبيه.
- وقال مالك بن أنس: قوم يكون فيهم ابن أبي حازم لا تصيبهم العذاب.
- وقال محمد بن عبد الله بن نمير: ثقة.
- وقال مصعب بن عبد الله الزبيري: فقيه.
- وقال مصنفوا تحرير تقريب التهذيب: ثقة، احتج به الشيخان في صحيحيهما.
- وقال يحيى بن معين: ثقة صدوق، ليس به بأس.[4]